# Jack Cassidy
Jack Cassidy, właśc. John Joseph Edward Cassidy (ur. 5 marca 1927 w Nowym Jorku, zm. 12 grudnia 1976 w West Hollywood) – amerykański aktor, piosenkarz i reżyser sztuk teatralnych.

## Życiorys

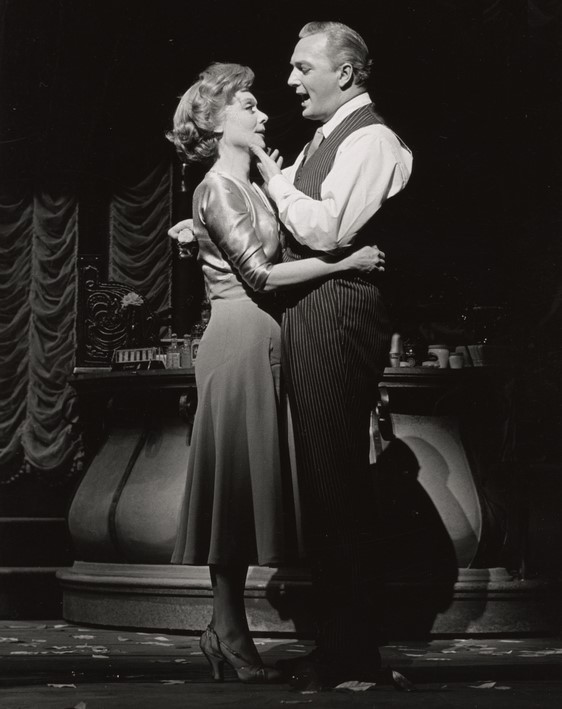
Z Barbarą Baxley w She Loves Me – swoim najbardziej udanym występie na scenach Broadwayu

Urodził się w Nowym Jorku jako najmłodszy z pięciorga rodzeństwa Williama i Charlotte (z d. Koehler). Jego ojciec był z pochodzenia Irlandczykiem, a matka Niemką. W wieku 15 lat porzucił szkołę, aby poświęcić się działalności artystycznej. Początkowo utrzymywał się z różnych dorywczych zajęć (był m.in. szoferem, kasjerem, boyem hotelowym, węglarzem). Swoją karierę artystyczną rozpoczął w 1943 jako nastoletni członek chórów teatrów broadwayowskich. Po 10 latach zaczął występować jako aktor i pozostał nim na Broadwayu aż do śmierci. Właśnie tam odniósł swój pierwszy sukces – występ w przedstawieniu She Loves Me z 1963 przyniósł mu rok później nagrodę „Tony” i „Grammy” (ścieżka dźwiękowa przedstawienia została wydana na płycie).
W 1961 roku rozpoczął występy w filmach. Tylko trzy z nich uważane są obecnie za godne uwagi: Bunny O’Hare, gdzie wystąpił u boku Ernesta Borgnine i Bette Davis, Akcja na Eigerze, w którym partnerował Clintowi Eastwoodowi oraz WC Fields and Me, w którym wystąpił z Rodem Steigerem.
O wiele lepiej niż na dużym ekranie Cassidy sprawdzał się w telewizji. Występy na „szklanym ekranie” rozpoczął w 1957 roku i był na nim obecny do końca swojej kariery (ostatnie premiery telewizyjne z jego udziałem miały miejsce już po śmierci aktora). Wystąpił w kilku popularnych serialach, znanych również i w Polsce. Były to między innymi: Strzały w Dodge City, Alfred Hitchcock przedstawia, Ożeniłem się z czarownicą, Bonanza, Mission: Impossible, Barnaby Jonesm, Hawaii Five-O. Trzykrotnie wystąpił w głównej roli w serialu Columbo (Pisz albo giń, Iluzjonista, Morderstwo z książki). Za każdym razem wcielał się w rolę inteligentnego i błyskotliwego zabójcy, co doskonale komponowało się w typ ról w jakich często był obsadzany – szarmancki egoista z poczuciem humoru.
Efektem jego artystycznej działalności, oprócz wspomnianych nagród, były jeszcze trzy nominacje nagrody „Tony” za występy na Broadwayu i dwie nominacje do nagrody „Emmy” za występy telewizyjne.
Oprócz ról teatralnych i filmowych na swoim koncie ma również osiem albumów muzycznych z piosenkami, które wykonywał wraz ze swoją z drugą żoną Shirley Jones. Trzy z nich zostały wydane po jego śmierci.

## Życie osobiste
Cassidy był dwukrotnie żonaty. Pierwszy związek zawarł w 1948 z aktorką Evelyn Ward. Mieli syna Davida, znanego później piosenkarza i aktora. Po rozwodzie w 1956 w tym samym roku aktor poślubił piosenkarkę i aktorkę Shirley Jones, z którą rozwiódł się w 1975. Z tego małżeństwa Cassidy miał trzech synów: Shauna, również znanego piosenkarza i aktora, oraz Patricka i Ryana.
W 1994 roku jego najstarszy syn David ujawnił na łamach swojej autobiografii, że ojciec w ostatnich latach swojego życia cierpiał na alkoholizm i zaburzenia psychiczne. Według relacji Davida i Shirley był on również biseksualistą.
Zmarł tragicznie u szczytu swojej popularności na skutek pożaru wznieconego w swoim apartamencie od zapalonego papierosa, z którym zasnął po spożyciu sporej ilości alkoholu.

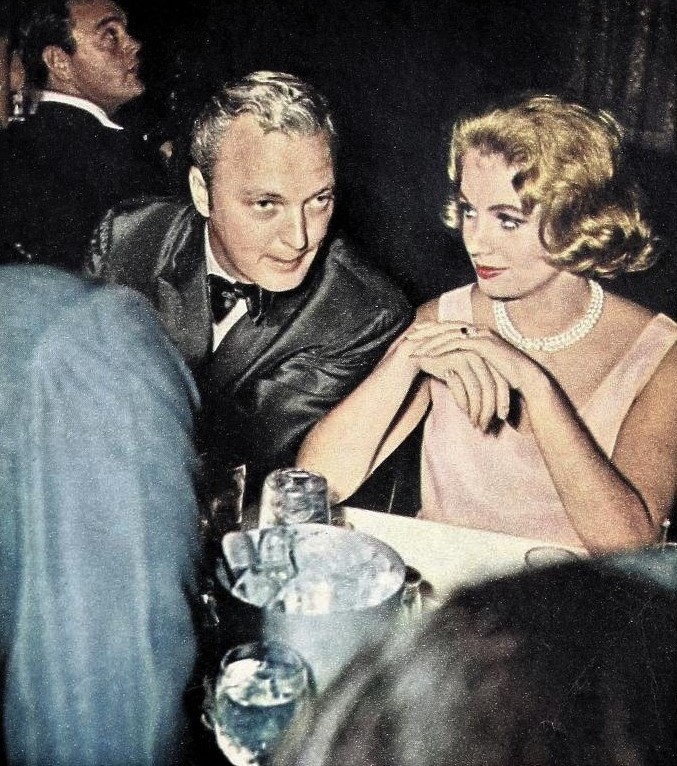
Jack Cassidy z Shirley Jones – swoją drugą żoną (1961)

## Spuścizna

### Filmografia (wybór)
- (1958) Strzały w Dodge City – Marcus France
- (1961) Maverick – Roger Cushman
- (1961) Alfred Hitchcock przedstawia – Mark Lansing
- (1962) Raport Chapmana – Ted Dyson
- (1967-68) He & She – Oscar North
- (1968-70) Ożeniłem się z czarownicą – George Dinsdale, Rance Butler
- (1971) Bunny O’Hare – por. Horace Greeley
- (1971) Bonanza – Kevin O’Casey
- (1971, 1974, 1976) Columbo – Ken Franklin, Riley Greenleaf, Wielki Santini
- (1971) Bunny O’Hare – por. Greeley
- (1971) Mission: Impossible – Mission: Impossible
- (1973) Barnaby Jones – Morwood
- (1975) Akcja na Eigerze – Miles Mellough
- (1975) Hawaii Five-O – Morwood
- (1976) W. C. Fields i ja – John Barrymore
- (1977) Prywatne akta Hoovera – Damon Runyon
- (1977) Benny and Barney: misja w Las Vegas – Jules Rosen

### Teatr
- (1975) Murder Among Friends
- (1973) Sondheim: A Musical Tribute
- (1969) The Mundy Scheme
- (1968) Maggie Flynn
- (1966) It’s a Bird...It’s a Plane...It’s Superman
- (1964) Fade Out – Fade In
- (1963) She Loves Me
- (1956) Shangri-La
- (1954) Sandhog
- (1952) Wish You Were Here
- (1950) Alive and Kicking
- (1948) Small Wonder
- (1947) Music in My Heart
- (1946) Around the World

### Dyskografia
- (1957) Speaking of Love
- (1957) Brigadoon
- (1958) With Love from Hollywood
- (1959) Marriage Type Love
- (1968) Maggie Flynn
- (1972) Free to Be... You and Me
- (1995) Showtunes
- (2011) Essential Masters
- (2014) Marriage Type Love